# Johann Gurlt
Johann Carl Gottlob Gurlt (* 1813 oder 1814 in Bischdorf, Landkreis Goldberg, Provinz Schlesien; † 21. Juni 1839 auf dem Galgenberg bei Berlin) war ein deutscher Fleischergeselle und Raubmörder. Er war die letzte öffentlich hingerichtete Person in Berlin.

## Leben
Johann Gurlt wuchs in Bischdorf auf. Dort soll er bereits Mitschülern Stifte und andere Gegenstände entwendet haben. Danach wurde er Schlächterlehrling. Gurlt neigte zum Trinken und Spielen und hatte häufige Frauenbekanntschaften. 
1834 wurde er in Peitz wegen mutmaßlichen Betruges gesucht.
1836 war er auf Wanderschaft von Stettin nach Berlin. Dort begegnete er dem Bäckergesellen Julius Schorske aus Lüben. Am 1. Juli 1836 erschlug er diesen  mit einem Stein, während dieser in einem Chausseegraben schlief. Er brachte dessen Kleidung und Besitz im Wert von etwa 20 Thalern an sich und legte die unbekleidete Leiche in ein Kornfeld.
Am 7. Juli wurde diese gefunden und Gurlt bald als Verdächtiger gesucht. Anfang 1837 wurde er ermittelt, als er in Goldberg im Gefängnis wegen Diebstahls saß. Die meisten Sachen von Julius Schorske und dessen Wanderbuch wurden bei ihm gefunden. Er wurde verhört und gestand die Tat.
Das Kammergericht Berlin verurteilte Johann Gurlt zum Tode durch das Rad von unten mit vorherigem Schleifen zum Richtplatz. König Friedrich Wilhelm III. milderte dieses Urteil an 18.  Mai 1839 in den Tod durch Enthaupten mit dem Beil ohne vorheriges Schleifen ab.
Am 21. Juni 1839 wurde Johann Gurlt auf dem Galgenberg bei Berlin nahe dem Gesundbrunnen hingerichtet. Dazu erschienen viele Schaulustige. Ein Gerüst, das für diese aufgebaut worden war, brach unter dem Gewicht der Besucher zusammen und verletzte einige.
Über das Ereignis berichteten die Berliner und viele auswärtige Zeitungen.
Die Enthauptung von Johann Gurlt war die letzte öffentliche Hinrichtung bei Berlin. Seit 1841 wurden Todesurteile in der Festung Spandau, seit 1846 im Gefängnis Moabit vollstreckt.